# St Peter's College (Auckland)
Pour les articles homonymes, voir St Peter's College.

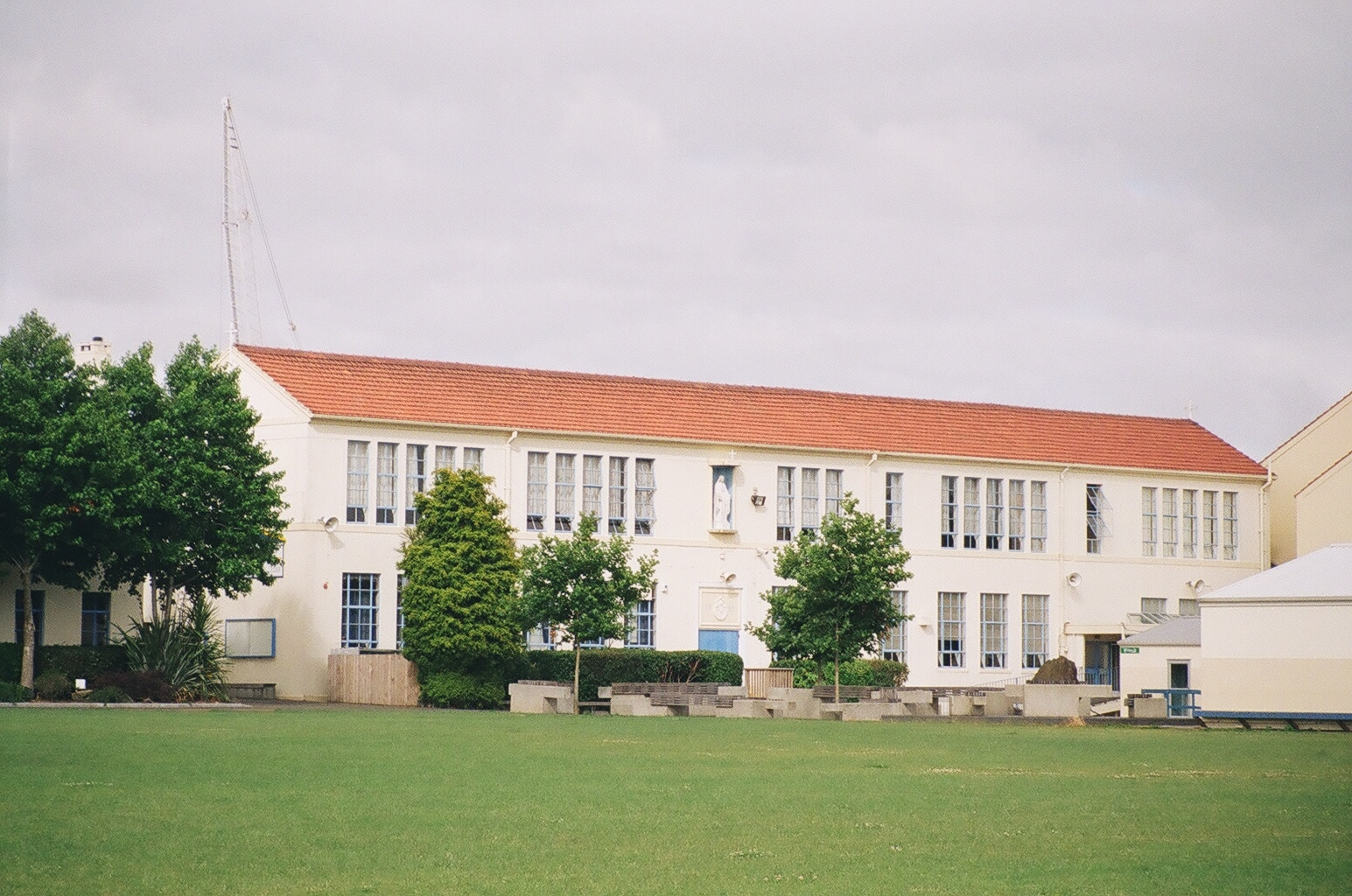
St Peter's College: la construction originaire (1939)

St Peter's College d'Auckland est une école catholique secondaire pour garçons, située dans le quartier de Grafton à Auckland et il compte parmi les plus grandes écoles catholiques de Nouvelle-Zélande, puisqu'il recensait 1 300 élèves en 2012 et 1 344 en 2015. Les frères chrétiens, congrégation originaire d'Irlande, y ont enseigné jusqu'en 2017. Son premier directeur laïc a été nommé en 1989. Les frais de scolarité annuels sont de 15.000 dollars pour les élèves néo-zélandais et de 40.000 dollars pour les élèves internationaux.

## Sport
St Peter's est célèbre pour son équipe de rugby à XV qui n'a remporté pas moins de trois titres nationaux (1977, 2000, 2018).